# Mizuki Yamamoto
Mizuki Yamamoto (山本 美月?, Yamamoto Mizuki; Fukuoka, 18 luglio 1991) è una modella e attrice giapponese, rappresentata dall'agenzia Incent.

## Biografia
Nata il 18 luglio 1991 nella prefettura di Fukuoka, Yamamoto ha iniziato la carriera nel 2009 come modella per la rivista CanCam, dopo aver vinto la prima edizione del "Tokyo Supermodel Contest", concorso sponsorizzato da varie e importanti riviste del settore della moda. Due anni più tardi ha debuttato in qualità di attrice nel dorama della Fuji TV Shiawase ni narō yo. Il suo debutto nel grande schermo è avvenuto nel film The Kirishima Thing, pellicola del 2012 di Daihachi Yoshida, mentre nel 2014 ha preso parte allo spettacolo teatrale Kaidan ni se sara yashiki.
Nel 2011 ha fatto da modella per la casa di moda Samantha Thavasa insieme a Jessica Michibata, Yuri Ebihara, Rola, Tomomi Itano, Hazuki Tsuchiya e Taylor Momsen, apparendo sui cataloghi e promuovendo il marchio in vari spot televisivi. Dal 2012 al 2014 ha affiancato Hiroiki Ariyoshi nella conduzione del varietà televisivo della NTV Woman on the Planet. È apparsa inoltre in quattro videoclip musicali: Yay dei Moumoon (2010), Endless Tears dei Cliff Edge (2011), Tomorrow dei Nerdhead e Watagashi dei Back Number (2012).
È laureata in scienze naturali presso l'Università Meiji.

## Filmografia

### Cinema
- The Kirishima Thing (桐島、部活やめるってよ?, Kirishima, bukatsu yamerutte yo), regia di Daihachi Yoshida (2012)
- Zekkyō Gakkyū (絶叫学級?), regia di Tetsuya Satō (2013)
- Danshi kōkōsei no nichijō (男子高校生の日常?), regia di Daigo Matsui (2013)
- Hunter × Hunter: The Last Mission (劇場版 HUNTER×HUNTER -The LAST MISSION-?, Gekijō-ban HUNTER×HUNTER -The LAST MISSION-), regia di Keiichirō Kawaguchi (2013)
- Kuro shitsuji (黒執事?), regia di Kentarō Ōtani e Keiichi Satō (2014)
- Tōkyō nanmin (東京難民?), regia di Kiyoshi Sasabe (2014)
- Jossy's (女子ーズ?, Joshī zu), regia di Yūichi Fukuda (2014)
- Kin kyori ren'ai (近キョリ恋愛?), regia di Naoto Kumazawa (2014)
- Onodera no otōto, onodera no ane (小野寺の弟・小野寺の姉?), regia di Masafumi Nishida (2014)
- Pikachu to Pokémon ongakutai (ピカチュウとポケモンおんがくたい?), regia di Kunihiko Yuyama (2015)
- Tokyo PR Woman (東京PRウーマン?, Tōkyō PR Ūman), regia di Kōsuke Suzuki (2015)

### Serie televisive
- Shiawase ni narō yo (幸せになろうよ?), - serie TV (episodi 6-7)
- The Quiz (ザ・クイズ?, Za kuizu) - serie TV
- Doctor X: Gekai Daimon Michiko (ドクターX〜外科医・大門未知子〜?) - serie TV (2012)
- Piece, - serie TV (episodi 10-11) (2012)
- Summer Nude - serie TV (2013)
- Andō Lloyd: A.I. knows Love? (安堂ロイド〜A.I. knows LOVE?〜?) - serie TV (2013)
- Boku no ita jikan (僕のいた時間?) - serie TV (2014)
- Aoi honō (アオイホノオ?) - serie TV (2014)
- Oyaji no senaka (おやじの背中?) - serie TV (episodio 2) (2014)
- Jigoku sensei Nūbē (地獄先生ぬ〜べ〜?) - serie TV (2014)
- 64 - serie TV (2015)
- Koinaka (恋仲?) - serie TV (2015)
- Perfect World - serie TV (2019)

### Teatro
- Kaidan ni se sara yashiki (怪談・にせ皿屋敷?) (2014)